# Карнізм
Карнізм (лат. carnis — м'ясо, плоть) — концепція про правомірність вживання в їжу продуктів тваринного походження, особливо м'яса. Термін ввела соціальна психологиня Мелані Джой 2001 року й він набув популярності завдяки її книзі «Чому ми любимо собак, їмо свиней і носимо шкури корів».
Згідно з концепцією, центральне місце в ідеології карнізму займає переконання, що поїдання м'яса тварин — це «природно», «нормально», «необхідно» і «приємно». Важлива особливість карнізму — виділення окремих видів тварин як допустимих до вживання в їжу, а також схвалення такого до них ставлення, яке стосовно інших, «неїстівних», видів трактувалося б як жорстокість. Відповідно до цієї концепції, розподіл тварин на їстівних і неїстівних є культурно обумовленим. Як приклад можна навести те, що в Китаї та Південній Кореї собаки вважаються допустимими до вживання в їжу, в той час, як у країнах Європи вони вважаються домашніми тваринами, і їх поїдання заборонено.

## Історія
Проаналізувавши історію вегетаріанства і протидії йому від часів стародавньої Греції до наших днів, літературознавець Ренан Лару виділив загальні для прихильників карнізму (щодо них вживається термін «карністи») аргументи на підтримку їхнього світогляду. За словами літературознавця, карністи зазвичай вважають, що вегетаріанство — це безглузда ідея, що для людства природно підпорядковувати собі тварин, і що утримання від домінування над тваринами може становити загрозу для людей. Ренан Лару також виявив, що переконання, буцімто тварини на фермах не страждають і смерть на бійні краще смерті від хвороби або хижаків, отримав особливе визнання в XIX столітті.
У 1970-х роках традиційні погляди на ставлення до тварин змінили захисники прав тварин, серед них психолог Річард Райдер, який 1971 року ввів поняття «видової дискримінації». Цей термін означає надання прав і особливого ставлення окремим істотам виключно на основі їх видової приналежності.
2001 року Мелані Джой ввела термін «карнізм» для тієї форми видової дискримінації, яка, як вона стверджує, лежить в основі використання тварин у їжу і, зокрема, вбивства їх заради м'яса. У своїй книзі «Чому ми любимо собак, їмо свиней і носимо шкури корів» Джой пише:
|  | Ми не розглядаємо м'ясоїдіння так, як вегетаріанство — як вибір, оснований на ряді припущень про тварин, наш світ і нас самих. Радше, ми сприймаємо це як даність, «природну» річ, як щось, що завжди було і завжди буде. Ми їмо тварин, не замислюючись про те, що ми робимо і чому, бо система переконань, що лежить в основі цієї поведінки, невидима. Ця невидима система переконань і є тим, що я називаю карнізмом. |

## Основні положення карнізму
Центральним аспектом карнізму є те, що люди поділяють тварин на різні групи відповідно до прийнятих в їхній культурі переконань. Мелані Джой стверджує, що ці групи визначають, як люди ставляться до різних тварин, впливають на суб'єктивне сприйняття їх почуттів і інтелекту, а також зменшують або підсилюють співчуття до них. Так, люди більш охоче їдять тварин, яким, на їхню думку, притаманні менші розумові здібності, і, навпаки, приписують менші розумові здібності тим тваринам, яких їдять. Крім того, ці відносини є причинно-наслідковими: категоризація тварин як їжі або безпосереднє поїдання м'яса змушують людей приписувати знижені розумові здібності таким тваринам.
Як стверджує Мелані Джой, прийняття м'ясоїдіння як «природного», «нормального», «необхідного» виражається в тому, що люди змушені вірити, ніби вони достатньо еволюціонували, щоб дозволити собі їсти м'ясо, ніби така поведінка очікується від них суспільством, і ніби поїдання м'яса необхідно, щоб вижити й бути сильними.
Також для карнізму характерні два положення, які, на думку Мелані Джой, нарівні з описаними вище постулатами, підтримують існування подібного світогляду. По-перше, це відхід від згадок про походження м'ясних продуктів. Як приклад вона зауважує, що м'ясо рідко подають з головою тварини або іншими частинами тіла, які б нагадували про походження страви. По-друге, це так звана «концепція порятунку від забою», коли засоби масової інформації зосереджуються на одній тварині, яка уникла забою, надаючи цьому видатну роль, ігноруючи при цьому мільйони особин, які були вбиті.

## Неакадемічне сприйняття
У статтях, опублікованих у виданнях «The Huffington Post», «The Statesman» і «The Drum», де висвітлювались питання вегетаріанства і ставлення до вживання м'яса, високо оцінили ідею виділення карнізму, написавши, що цей термін полегшує обговорення й заперечування практики експлуатації тварин.
У статті, опублікованій виданням «Drovers Cattle Network», який висвітлює м'ясну промисловість, розкритикували використання терміна карнізм, кажучи, ніби він має на увазі, що вживання в їжу продуктів тваринного походження є «психічне захворювання».